# Psicoacústica
Psicoacústica é o ramo da psicofísica que envolve o estudo científico da relação entre sensações auditivas e as características físicas do som, como por exemplo, a amplitude, frequência e o timbre. Nos faz compreender que cada individuo escuta e processa de maneira diferente um mesmo som, como também resgata experiências e memórias diferentes, pois de fato somos "únicos no mundo".
Mais especificamente, é o ramo da ciência que estuda a resposta subjetiva e psicológica de atributos físicos ou acústicos do som, tendo como base o mecanismo fisiológico da audição.
É considerada uma área híbrida, englobando conceitos referentes à acústica que é um ramo da física, assim como também abrangendo concepções da área da psicologia como a recepção do estímulo físico e sua relação com um objeto sensorial.
Pode ser dividida em psicoacústica externa e psicoacústica interna.

## Psicoacústica externa

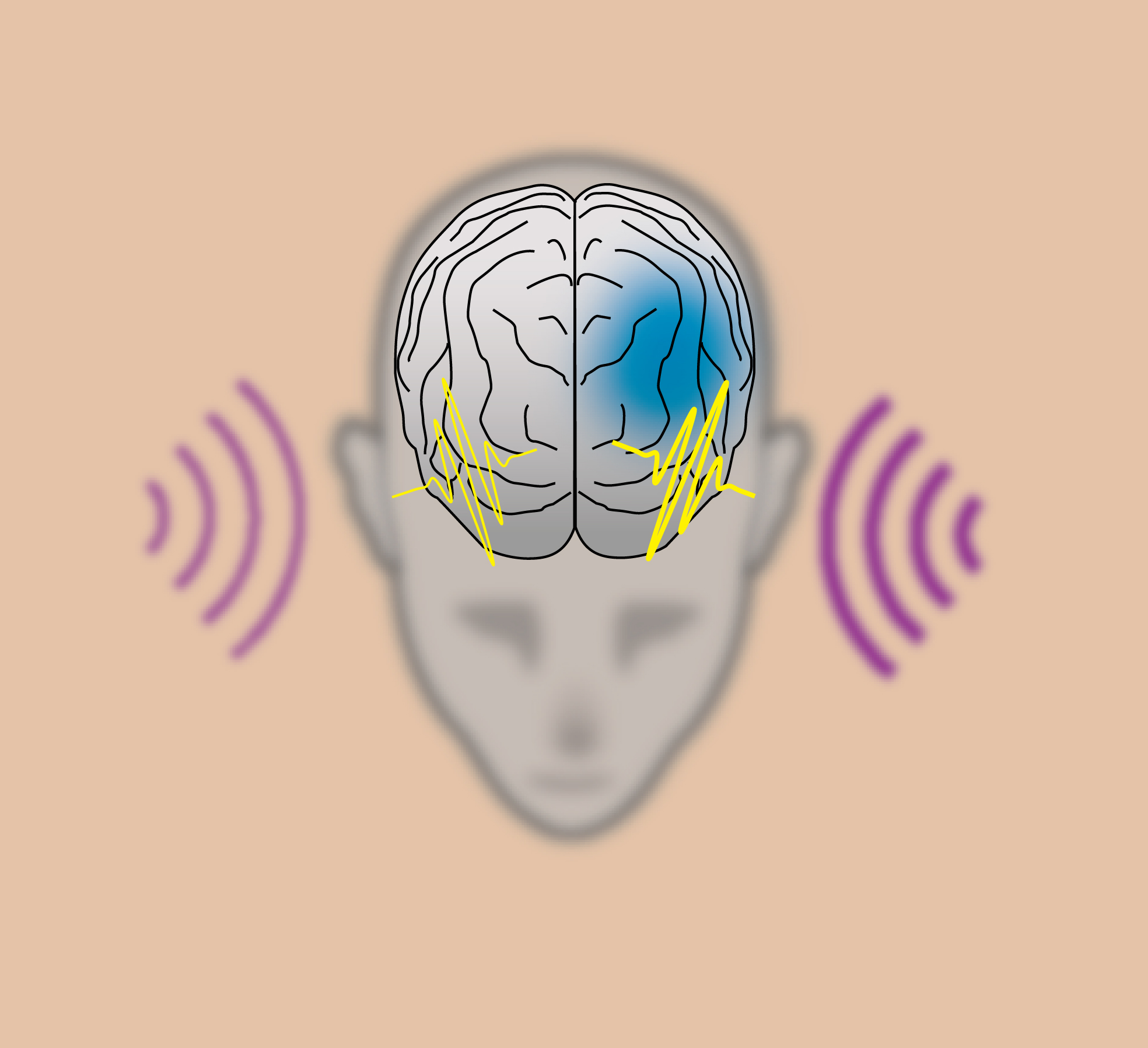

Refere-se a quantificação das sensações auditivas, estabelecendo relações matemáticas entre os estímulos acústicos e as sensações auditivas. Sendo assim, consegue-se prever sensações auditivas, como a sensação de volume sonoro ou a sensação de tonalidade, de acordo com as características físicas do estímulo sonoro. Para determinar as sensações auditivas, a psicoacústica utiliza métodos de medição psicológica e de medição física.
Os métodos de medição psicológica avaliam as sensações auditivas a partir dos relatos ou reações psicológicas do ouvinte, sendo métodos clássicos: tracking de Békesy, Estimativa de Magnitude e o Método de Limites. Já os métodos de medição física calculam representações físiológicas das sensações, comumente a partir da medição de potenciais evocados ou de ondas cerebrais.

## Psicoacústica interna
Investiga os mecanismos fisiológicos encarregados pela transformação do estímulo sonoro em sensações auditivas. Baseado neles é capaz de explicar processos como discriminação de frequências, mascaramento no tempo e na frequência, entre outros. Ter noção destes conhecimentos sobre os processos fisiológicos dá a possibilidade de usar em aplicações técnicas como por exemplo no desenvolvimento de displays auditivos.

## Anatomofisiologia da audição

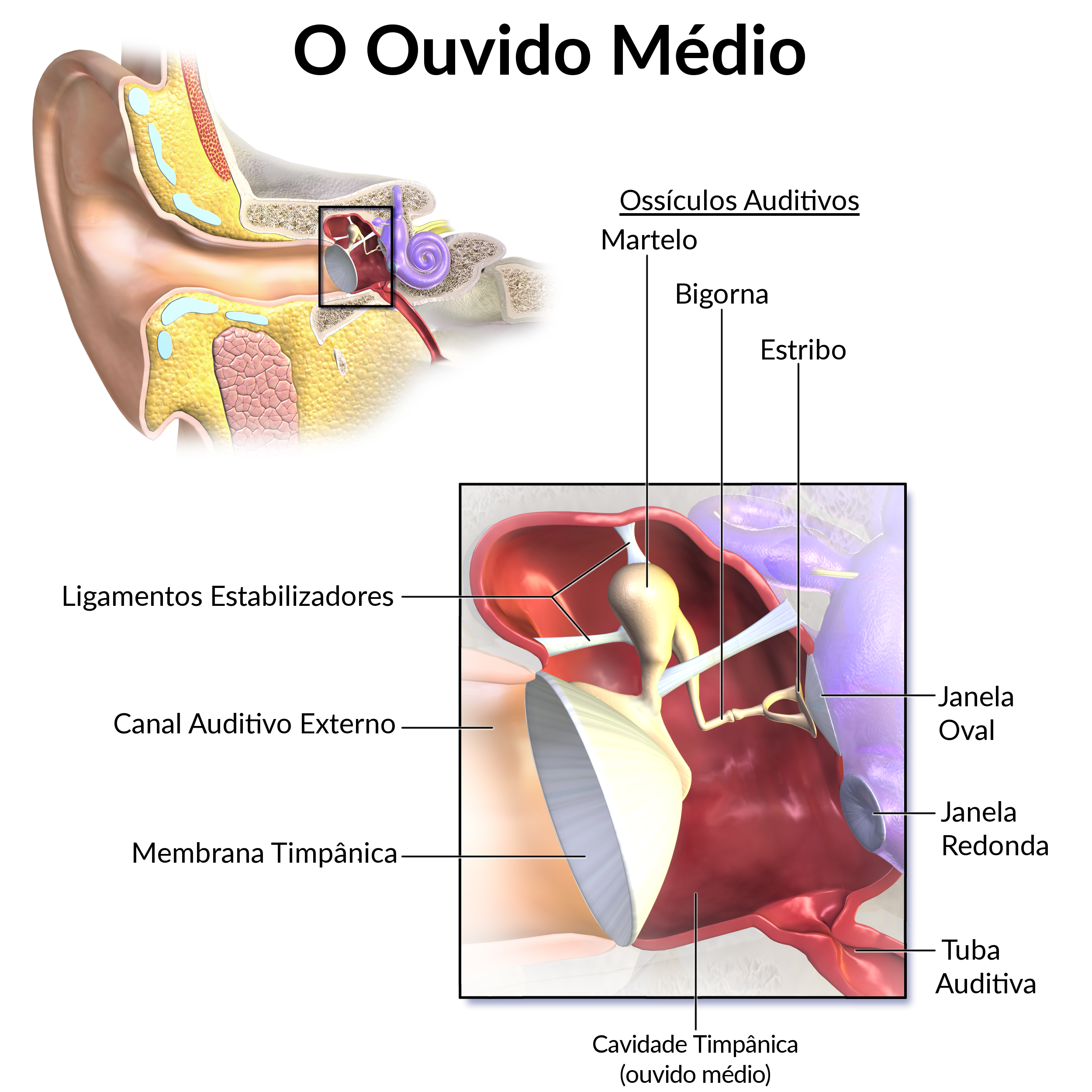
Imagem ilustrativa da anatomia da orelha média

O órgão da orelha é sensível a estímulos sonoros e também a efeitos da gravidade e de movimentação da cabeça. A transdução do sinal sonoro para mecânico dá-se na membrana timpânica e o sinal mecânico é por sua vez convertido para elétrico no órgão de Corti, localizado no interior da estrutura coclear.
Durante a transmissão do som nas orelhas externa e média, fenômenos de ressonância resultam em amplificação de algumas frequências em detrimento de outras. Sendo assim, podemos escutar pior ou melhor em certas frequências, mesmo quando elas chegam na orelha com a mesma intensidade.
Para entendermos melhor sobre o que é a psicoacústica devemos primeiramente compreender algumas definições acerca da fisiologia da audição.

### Orelha externa

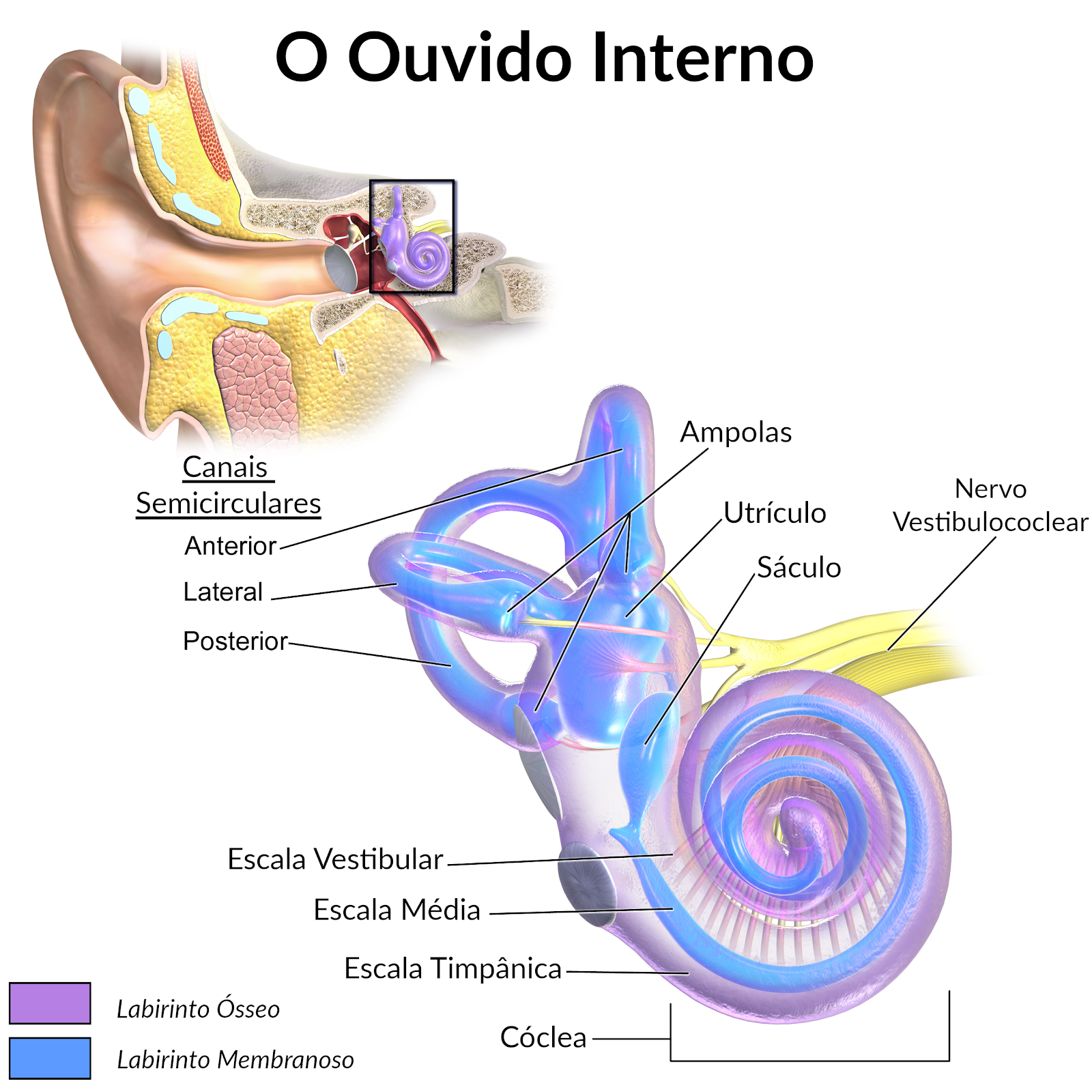
Imagem ilustrativa da anatomia da orelha interna

É composta pelo pavilhão auricular que possui a função de capturar o som e conduzi-lo para a orelha média, amplificar o som, auxiliar na localização da fonte sonora e proteger a orelha média e interna.

### Orelha média
Refere-se a uma fenda preenchida por ar, que se comunica com a nasofaringe através da tuba auditiva. Em seu interior está localizada a cadeia ossicular composta por: martelo (em contato direto com a membrana timpânica); bigorna e estribo (em contato com a cóclea através da janela oval). Tem como função a equalização das impedâncias da orelha média e interna.

### Orelha interna
A cóclea (do grego: coclos — caracol) constitui o labirinto anterior. Trata-se de um órgão de cerca de 9 mm de diâmetro com estrutura cônica composta por três “tubos” paralelos que se afilam da base para o ápice. É encarregada pela transdução de energia acústica (mecânica) em energia elétrica.

## Métodos psicofísicos
A relação entre a apresentação de um estímulo físico e como um indivíduo responde a esse estímulo podem ser estudadas a partir de métodos da psicofísica clássica de procedimentos adaptativos.
Sendo assim, são descritos três métodos: o método dos limites, o método do ajuste e o método do estímulo constante. Esses métodos são utilizados como forma de identificar limites entre o audível e o inaudível nas dimensões sonoras de intensidade e frequência, assim como limites de diferenciação entre dois tons. Na prática clínica audiológica, os métodos são utilizados na pesquisa da sensibilidade auditiva absoluta, ou seja, da intensidade mais fraca capaz de ser percebida pelo indivíduo.

## Limiares
Na prática clínica audiológica, em vez do termo "sensibilidade auditiva absoluta", são utilizados os termos limiar auditivo ou limiar audiométrico.
- Limiar auditivo: é o nível mínimo de pressão acústica eficientemente necessária para desencadear uma sensação auditiva. O limiar pode mudar de acordo com cada ouvinte e para cada frequência.[8]

- Limiar de desconforto: Em cada frequência, o limiar de desconforto equivale ao nível mínimo de pressão acústica eficientemente necessária capaz de produzir alguma sensação de desconforto auditivo no individuo.[8]

- Limiares normais: O limiar normal (absoluto e de desconforto) representa o valor médio dos limiares de um grande número de indivíduos com os níveis de audição normais.[8]

- Área dinâmica: Refere-se a faixa de intensidade que um individuo possui, em função de cada frequência. O sistema auditivo possui uma área dinâmica de cerca de 140 dB, devido a maioria dos indivíduos possuírem a capacidade de escutar sons com intensidades que vão desde 0 dB NPS até 140 dB NPS.[7]

Os limiares auditivos são obtidos a partir da audiometria tonal limiar (ATL). Com os valores dos limiares do indivíduo, torna-se possível compará-los com os padrões definidos como normalidade. E, assim, determinar se o indivíduo possui perda auditiva, além da definição do grau, configuração e lateralidade dessa perda.
As perdas podem ser de três tipos: condutiva (por problemas na orelha externa e/ou média que impede a condução do som até a cóclea), sensorioneural (gerada pelo comprometimento da orelha interna e/ou órgão de Corti; e/ou do nervo coclear até os núcleos auditivos no tronco encefálico) e mista (quando há combinação de comprometimento condutivo e sensorioneural).
Outro aspecto importante obtido pelos limiares é o grau da perda. A classificação que tem sido adotada é da Organização Mundial de Saúde (OMS) de 2021, a qual considera as consequências funcionais na comunicação. A OMS define a média com base nas frequências de 500, 1000, 2000 e 4000 Hz (quadritonal) e estipula como padrão de normalidade limiares auditivos menores que 20 dB.
| Grau de perda auditiva          | Média das frequências de 500, 1000, 2000 e 4000 Hz (Adulto) |
| ------------------------------- | ----------------------------------------------------------- |
| Audição normal                  | < 20 dB                                                     |
| Leve                            | 20 – 35 dB                                                  |
| Moderado                        | 35 – 50 dB                                                  |
| Moderadamente severo            | 50 – 65 dB                                                  |
| Severo                          | 65 – 80 dB                                                  |
| Profundo                        | 80 – 95 dB                                                  |
| Perda Auditiva completa / surdo | > 95 dB                                                     |

A configuração da perda se dá pela disposição dos limiares no audiograma em cada uma das orelhas. Enquanto a lateralidade é definida como unilateral (se afetar apenas uma orelha) ou bilateral (se as duas orelhas forem acometidas).

## Mascaramento
O mascaramento pode ser descrito como a diminuição da percepção de um som pela introdução de um ruído, pode estar presente no nosso cotidiano, como por exemplo, quando ouvimos uma música, podendo ser facilmente percebida em um ambiente silencioso mas podendo tornar-se imperceptível na presença de ruído, como o causado por um motor. Para que a música permaneça perceptível na presença do ruído, é necessário que o volume desta seja consideravelmente maior do que no ambiente silencioso.
O mascaramento dentro da audiologia pode ser explicado como o fenômeno que um som provoca na percepção de outro som que acontece simultaneamente a este, "som mascarante" é aquele som que provoca essa dificuldade de percepção no "som mascarado". A extensão desse efeito depende do espectro da frequência (quantidade de frequências apresentadas) e da intensidade dessas frequências (em decibéis). Na psicoacústica a extensão do efeito do mascaramento é medida por meio da diferença entre o limiar audibilidade de um som com e sem a presença do som mascarante, durante a avaliação audiológica o mascaramento com diversos tipos de ruídos, dentre eles os mais usados são o Ruído de Faixa Estreita (Narrow Band), Ruído Branco (White Noise) e o Ruído de Fala (Speech Noise).

## Limites de percepção
A orelha humana pode nominalmente ouvir sons na faixa de 20 Hz a 20.000 Hz. O limite superior tende a diminuir com a idade; a maioria dos adultos não consegue ouvir acima de 16 kHz. A frequência mais baixa identificada como tom musical é de 12 Hz em condições ideais de laboratório. Os tons entre 4 e 16 Hz podem ser percebidos por meio da sensação de toque do corpo.
Segundo Zwicker existem pelo menos cinco sensações auditivas básicas para sinais não musicais:
1. loudness: sensação subjetiva de volume sonoro, determinada pela pressão sonora e frequência do sinal, além de características espectrais e temporais.[17]
2. agudeza: sensação auditiva de grave ou agudo, determinada pela quantidade de energia em baixa ou alta frequência.
3. intensidade de flutuação: sensação auditiva de flutuações do loudness, causada por modulações lentas do sinal sonoro em frequência ou amplitude com frequências de modulação de até 20 Hz.
4. roughness: sensação auditiva causada por modulações rápidas do sinal sonoro em frequência ou amplitude com frequências de modulação entre 40 Hz e 300 Hz.
5. tonalidade: sensação auditiva causada pela presença de componentes tonais no sinal.

Para sinais musicais consideram-se normalmente as sensações de loudness, altura (pitch) e timbre.
Há divergências sobre a independência destas sensações entre si. Enquanto Zwicker afirmava que as cinco sensações básicas seriam independentes entre si, estudos mais recentes confirmaram que existe interdependência entre eles.
A resolução de frequência do ouvido é de cerca de 3,6 Hz na oitava de 1000 a 2000 Hz. Ou seja, alterações no tom maior que 3,6 Hz podem ser percebidas em um ambiente clínico. No entanto, diferenças de tom ainda menores podem ser percebidas por outros meios. Por exemplo, a interferência de dois tons pode ser ouvida como uma variação repetitiva no volume do tom. Essa modulação de amplitude ocorre com uma frequência igual à diferença de frequências dos dois tons e é conhecida como batida.
A escala de semitons usada na notação musical ocidental não é uma escala de frequência linear, mas logarítmica. Outras escalas foram derivadas diretamente de experimentos sobre a percepção auditiva humana, como a escala Mel e a escala Bark (são usadas no estudo da percepção, mas geralmente não na composição musical), e essas são aproximadamente logarítmicas na frequência no final da alta frequência, mas quase linear no final de baixa frequência.
A gama de intensidade de sons audíveis é enorme. Os tímpanos humanos são sensíveis a variações na pressão sonora e podem detectar alterações de pressão de tão pequenos quanto alguns micropascais (µPa) a mais de 100 kPa. Por esse motivo, o nível de pressão sonora também é medido logaritmicamente, com todas as pressões referenciadas a 20 µPa (ou 1,97385 × 10−10 atm). O limite inferior de audibilidade é, portanto, definido como 0 dB, mas o limite superior não é tão claramente definido. O limite superior é mais uma questão do limite em que a audição será fisicamente prejudicada ou com o potencial de causar perda auditiva induzida por ruído.
Uma análise mais rigorosa dos limites inferiores de audibilidade determina que o limite mínimo no qual um som pode ser percebido depende da frequência. Medindo essa intensidade mínima para testar tons de várias frequências, uma curva de limiar absoluto de audição dependente da frequência pode ser derivada. Normalmente, a orelha mostra um pico de sensibilidade entre 1 e 5 kHz, embora o limiar mude com a idade, com orelhas mais velhas mostrando sensibilidade diminuída acima de 2 kHz.

## Localização sonora
É o processo de determinar a localização de uma fonte de som. O cérebro utiliza diferenças sutis em volume, tom e tempo entre as duas orelhas para nos permitir localizar fontes sonoras. A localização pode ser descrita em termos de posição tridimensional: o azimute ou ângulo horizontal, o zênite ou o ângulo vertical e a distância (para sons estáticos) ou a velocidade (para sons em movimento). Os seres humanos são hábeis em detectar a direção na horizontal, menos na vertical devido ao posicionamento simétrico das orelhas.

## Ouvindo a fala
A pesquisa sobre audição da fala é um ramo antigo e atual da psicoacústica. Abrange todos os seus aspectos, desde o estudo das características físicas dos sons da fala (fonética) até a fisiologia da audição e o tratamento estritamente psíquico que transforma os impulsos nervosos em associações simbólicas. A pesquisa sobre compreensão de fala encontra uma saída e um estímulo industrial no projeto de construção de um modelo que possa servir de base para sistemas de reconhecimento automático de fala.
A audição de um discurso inclui uma interpretação, que ocasionalmente compensa algumas de suas falhas, pode-se acompanhar vários discursos ao mesmo tempo como na interpretação simultânea. A atenção direcionada voluntariamente para a fala reage no conjunto das funções auditivas. Ouvir a fala implementa três funções essenciais:
1. distinguir fala útil no ambiente sonoro;
2. identificar as sílabas deixando de lado as variações acústicas individuais;
3. assegurar a resistência desta codificação às degradações do sinal.

Pesquisas comparando a percepção de fonemas, sílabas, palavras isoladas e o fluxo normal da fala levaram à conclusão de que o modelo segundo o qual o sistema auditivo percebe elementos simples, para montá-los em partes mais complexas da fala, é inadequado. Na realidade, os sujeitos demoram mais para isolar as partes mais básicas, os fonemas. Essa habilidade parece depender de aprender a ler a escrita alfabética. O ouvinte identifica um fluxo verbal por direção de origem, tom, continuidade espectral e de entonação que caracterizam um falante na voz falada, possivelmente auxiliado pela visão do movimento dos lábios.

## Campos de investigação e aplicação
A fonética auditiva pratica investigações psicoacústicas por definição: a linguagem é o suporte das associações simbólicas e a base da psicologia, e o som é seu meio de transmissão.
A acústica musical combina a mecânica das vibrações e a acústica, no que diz respeito à compreensão do funcionamento dos instrumentos, com a psicoacústica, ao caracterizar a reação humana aos seus sons.
Estas duas disciplinas estão na origem dos estudos psicoacústicos, a partir do século XVIII, e são campos de aplicação. Eles estão interessados no som como portador de informação e na psicologia do ponto de vista da atividade simbólica.
Os estudos ambientais estão interessados no som como disruptor e na dimensão da psicologia. Eles contribuem para a psicoacústica procurando o incômodo causado por cada tipo de ruído. O design de som, por outro lado, visa tornar o som emitido pelos produtos industriais atraente ou menos desagradável.
A tecnologia eletroacústica é baseada nos resultados da psicoacústica. Não transmitimos os componentes do sinal que os humanos não percebem. Os primeiros resultados determinaram a largura de banda necessária e, mais recentemente, a compressão de dados de áudio. A psicoacústica moderna é reciprocamente dependente da tecnologia eletroacústica para seus equipamentos.